# Crassula dichotoma
Crassula dichotoma är en fetbladsväxtart som beskrevs av Carl von Linné. Crassula dichotoma ingår i släktet krassulor, och familjen fetbladsväxter. Inga underarter finns listade i Catalogue of Life.

## Bildgalleri

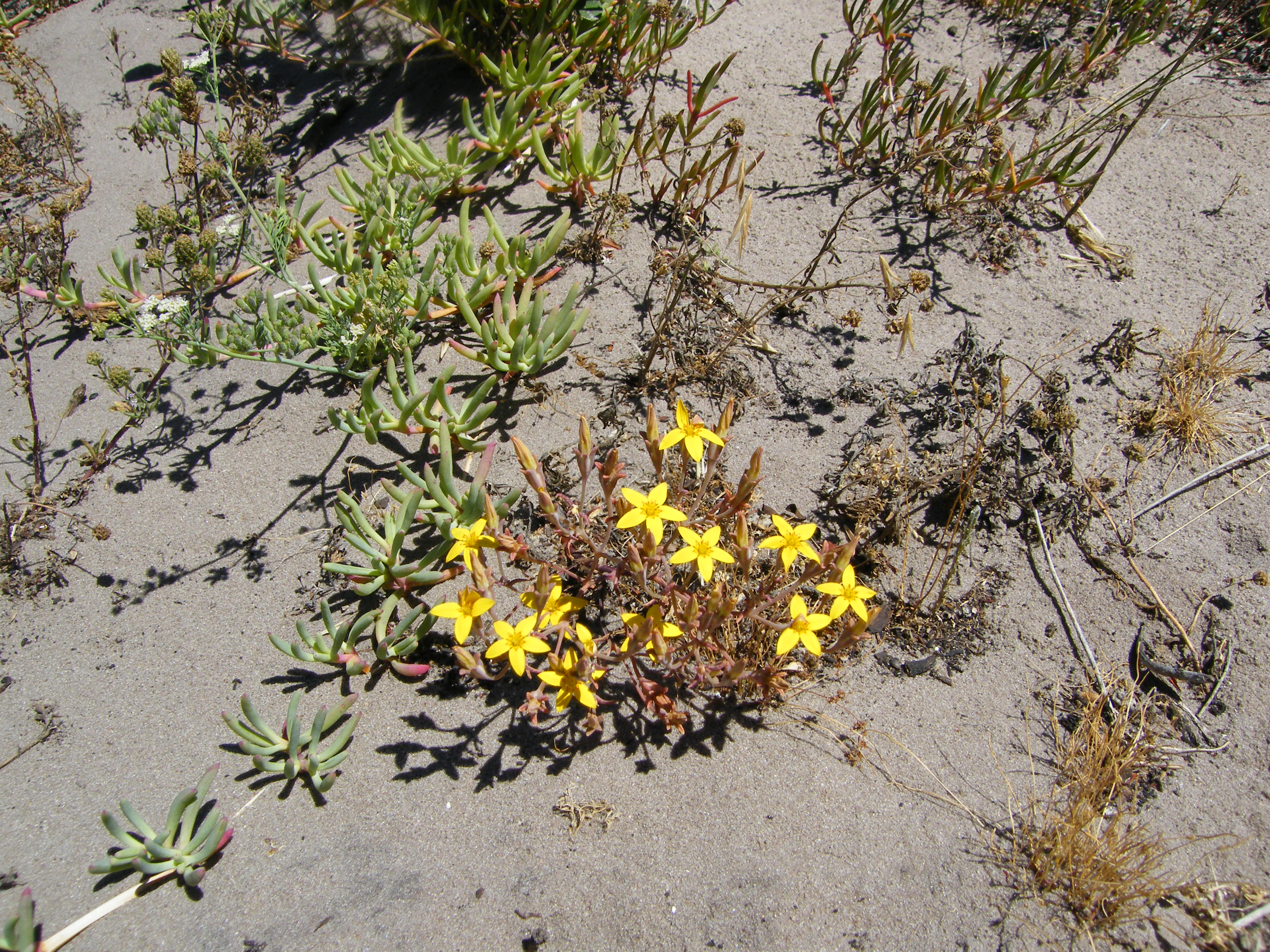
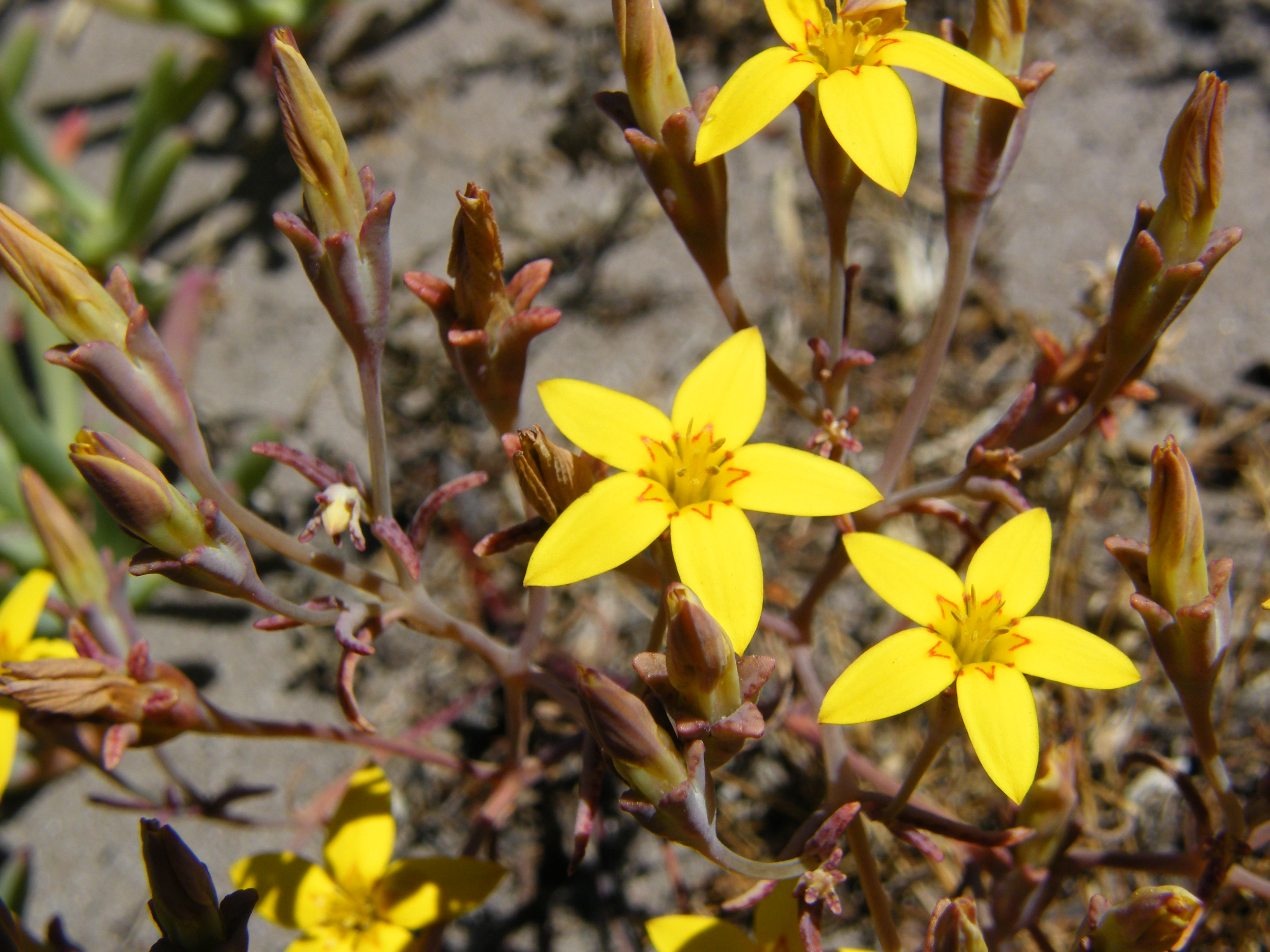